# Biserica Saint-François-Xavier din Paris
Biserica Saint-François-Xavier este o biserică situată în place du Président-Mithouard, în arondismentul 7 din Paris. Biserica este lăcașul de cult al parohiei romano-catolice „Saint-François-Xavier-des-Missions-Étrangères”.

## Biserica

### Construcția
Lucrările au început în 1861, după planurile arhitectului Adrien Lusson, căruia i-a succedat Joseph Uchard, la moartea sa survenită în 1864. Pietrele cu granulație fină utilizate în construcție proveneau din carierele subterane de la Bagneux. 
Edificiul a fost terminat în 1873, cu excepția decorării interioare. Biserica a fost deschisă cultului în 1874, apoi sfințită la 23 mai 1894.

### Transferul raclei sfintei Madeleine-Sophie Barat
Racla conținând corpul sfintei Madeleine-Sophie Barat, fondatoare în 1800 a Société du Sacré-Cœur de Jésus (a Congregației Surorilor Preasfintei Inimi) a fost transferată în această biserică vineri, 19 iunie 2009, sărbătoarea Preasfintei Inimi a lui Isus.  În acea zi a avut loc o ceremonie foarte importantă, prezidată de cardinalul André Vingt-Trois, arhiepiscopul  Parisului, înconjurat de Monseniorul Georges Gilson, arhiepiscop emerit al Arhidiocezei de Sens-Auxerre, Monseniorul Yves Patenôtre, arhiepiscop titular de Sens-Auxerre, Monseniorul Antoine Hérouard, secretar general al Conferinței Episcopilor din Franța, Monseniorul Patrick Chauvet, preotul-paroh al Bisericii Saint-François-Xavier, de vreo patruzeci de preoți, câteva sute de călugărițe din Societatea Preasfintei Inimi a lui Isus, și de peste 1.000 de credincioși. Conducerea congregației hotărâse instalarea raclei în această biserică situată alături de clădirile în care a trăit Madeleine-Sophie: sediul congregației (astăzi Musée Rodin  / Muzeul Rodin) și instituția de învățământ pentru fete, astăzi Liceul Victor-Duruy.

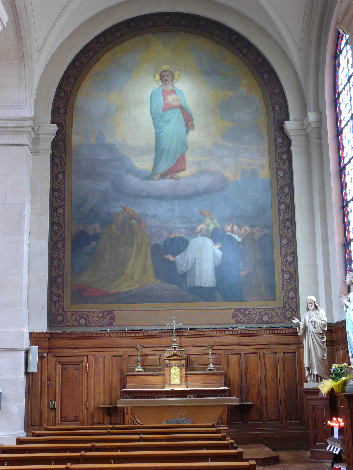
Capela Sacré-Cœur din biserica Saint-François-Xavier din Paris, unde a fost instalată racla, la 19 iunie 2009.
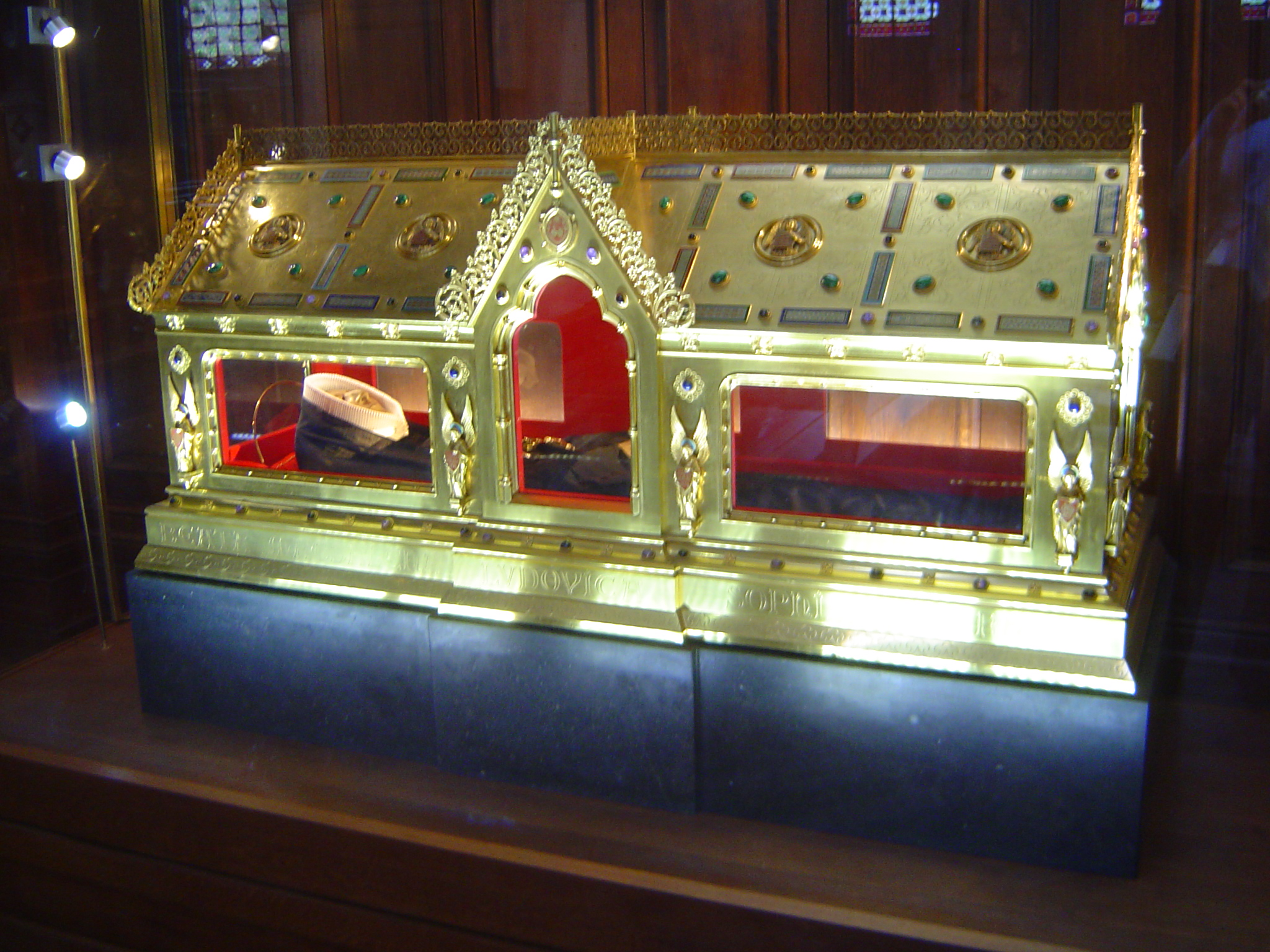
Racla Sfintei Madeleine-Sophie Barat, instalată în 2009 în capela Sacré-Cœur din această biserică.

### Patrimoniu

#### Opere de artă
Biserica posedă numeroase opere de artă, printre care:
- Cina cea de Taină, Tintoretto (1518-1594)
- Fecioara și Pruncul cu Sfântul Ioan Botezătorul și Sfânta Genoveva, Lubin Baugin (1610-1663)
- Împărtășania / Cuminecarea, Henry Lerolle (1848-1929)
- Cristos în giulgiu, Alfred-Charles Lenoir (1850-1920)
- Miracolul Sfântului Francisc-Xavier, Benedetto Gennari cel Tânăr (1633-1715)

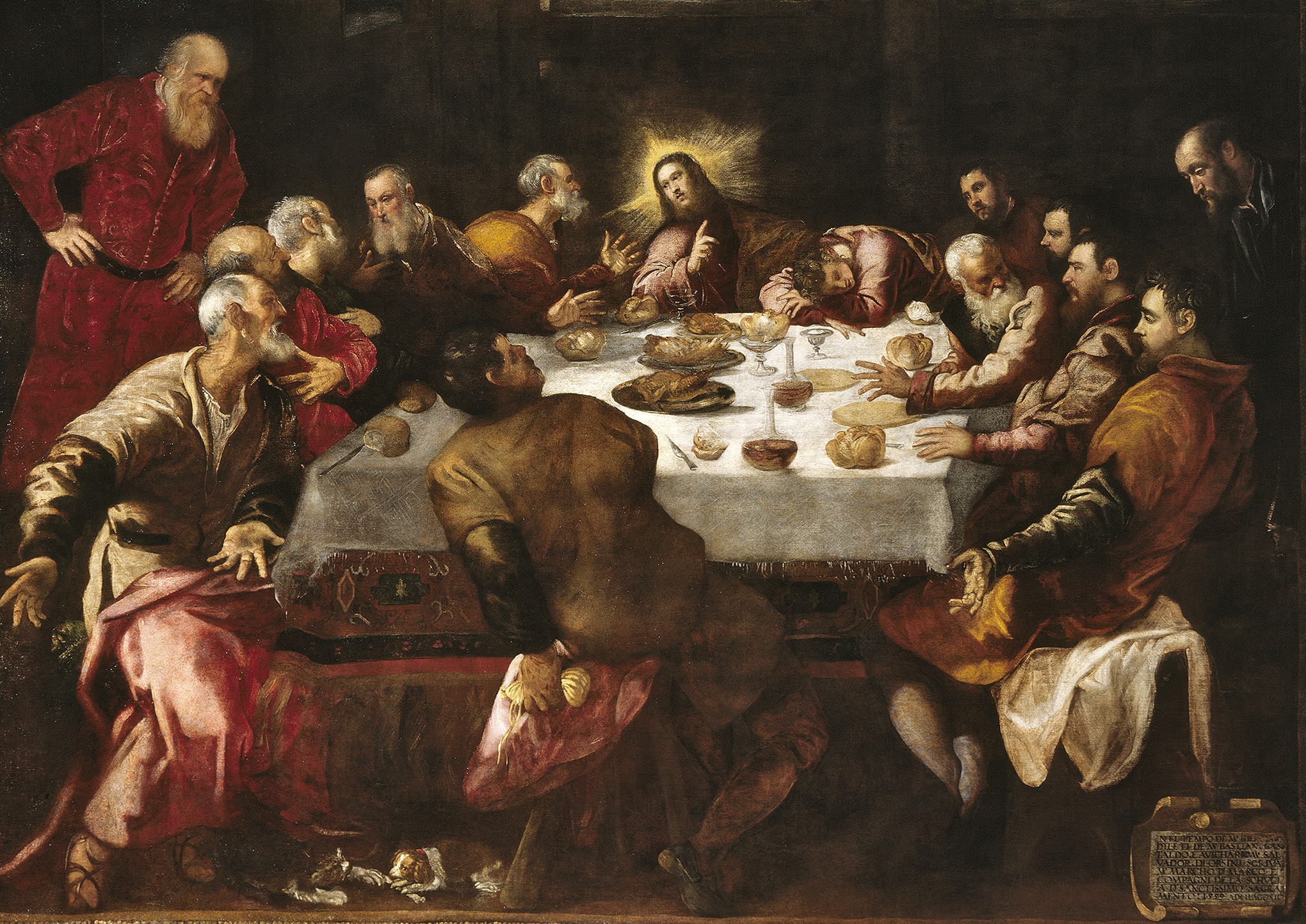
Cina cea de Taină de Tintoretto
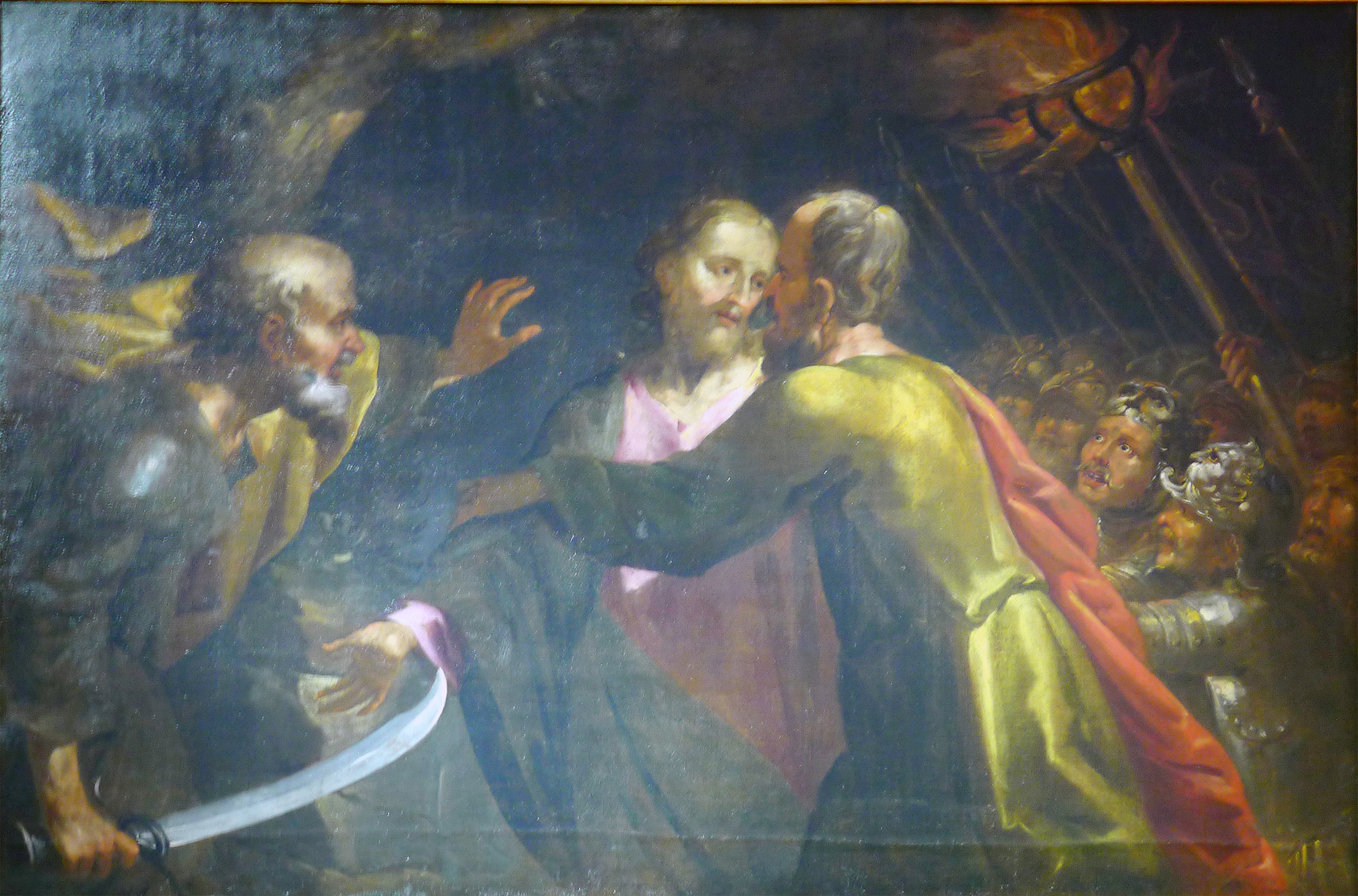
Tablou (?)

#### Orgi și organiști

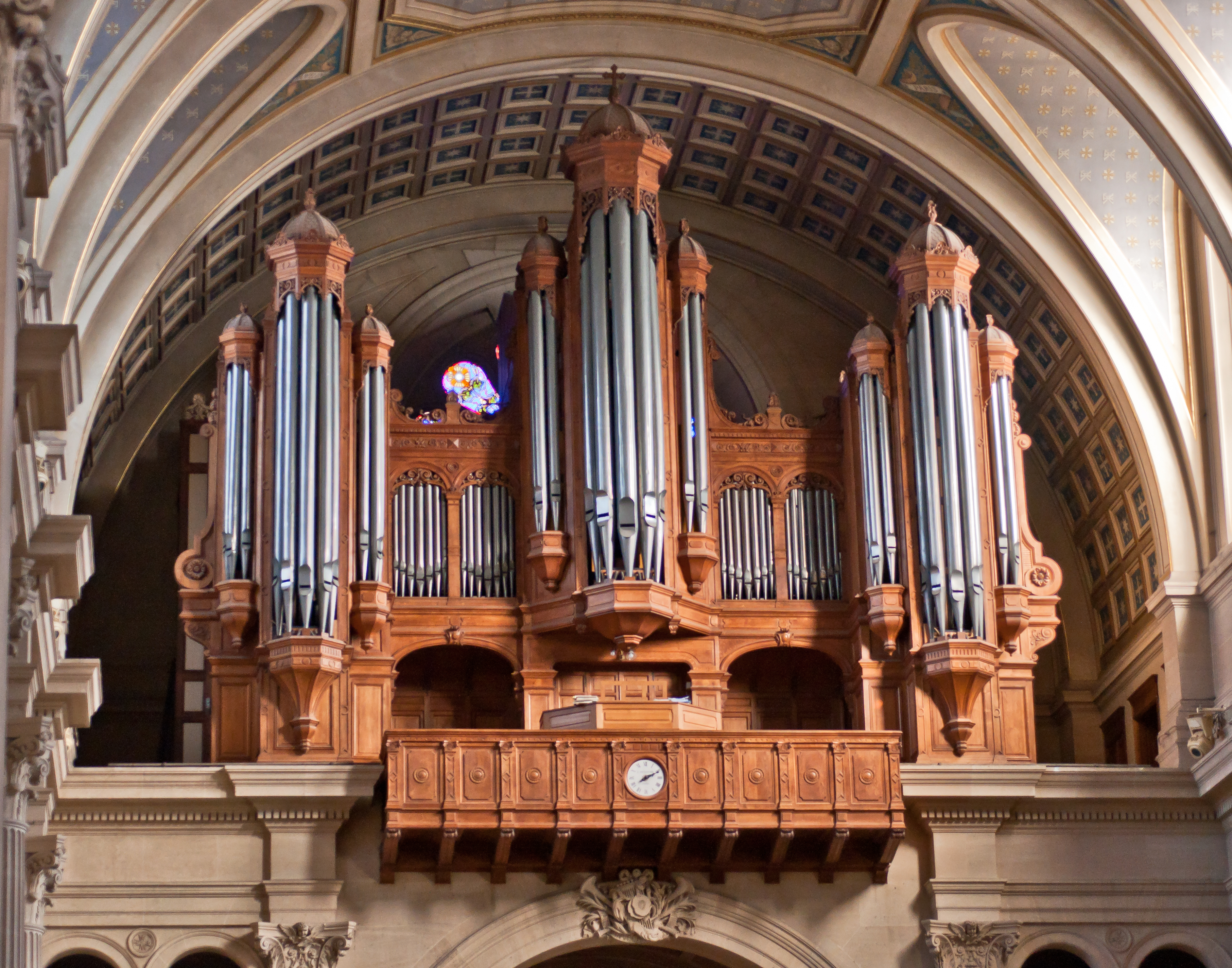
Marea orgă

Orgile au fost construite în 1878 de casa Fermis & Persil, revăzute de Cavaillé-Coll în 1890, apoi de fabricanții Ephrem și Gonzalez în 1923. Bernard Dargassies le-a restaurat, în întregime, în 1993. Orgile restaurate au fost inaugurate la 10 aprilie 1996.
Organiștii titulari au fost:
- Albert Renaud (1878-1891);

- Adolphe Marty (1891-1941);

- Achille Philip (1941-1946);

- Gaston Litaize (1946-1991);

- Denis Comtet (din 1994), Olivier Houette (până în 2013) și Éric Leroy (din 1999).

Maeștri de cor au fost:
- Émile Boussagol[8] (1890-1898) ;

- Monseniorul Louis-Lazare Perruchot (1898-1908)[Note 1] ;

- Pierre Drees (1908-1917) ;

- Dieudonné Guiglaris (?1917-1957) ;

- Pierre Jorre de saint Jorre (1957-1993)[Note 2] ;

- Éric Leroy (din 2001).

### Arhitectură

#### Interiorul

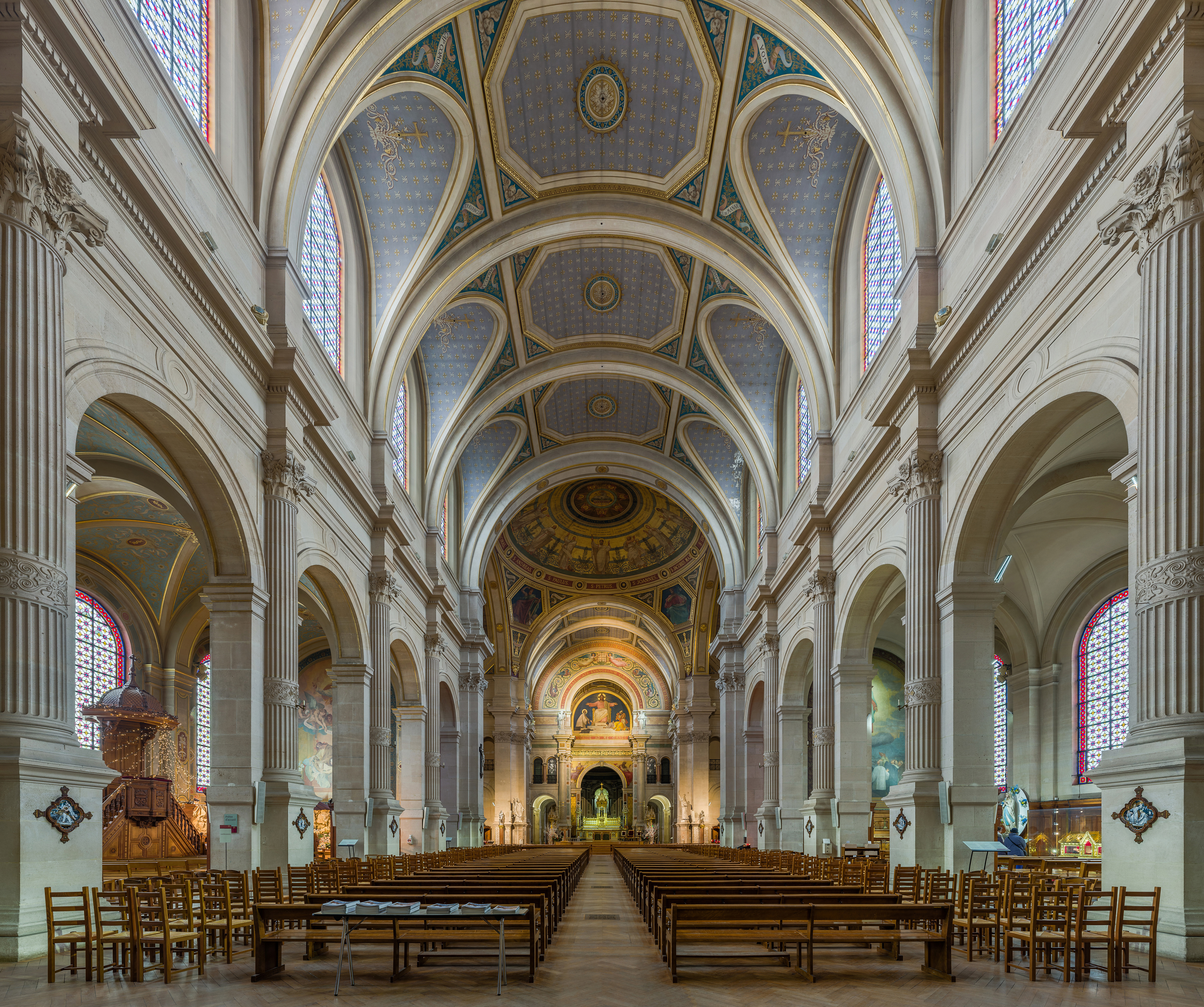
Nava
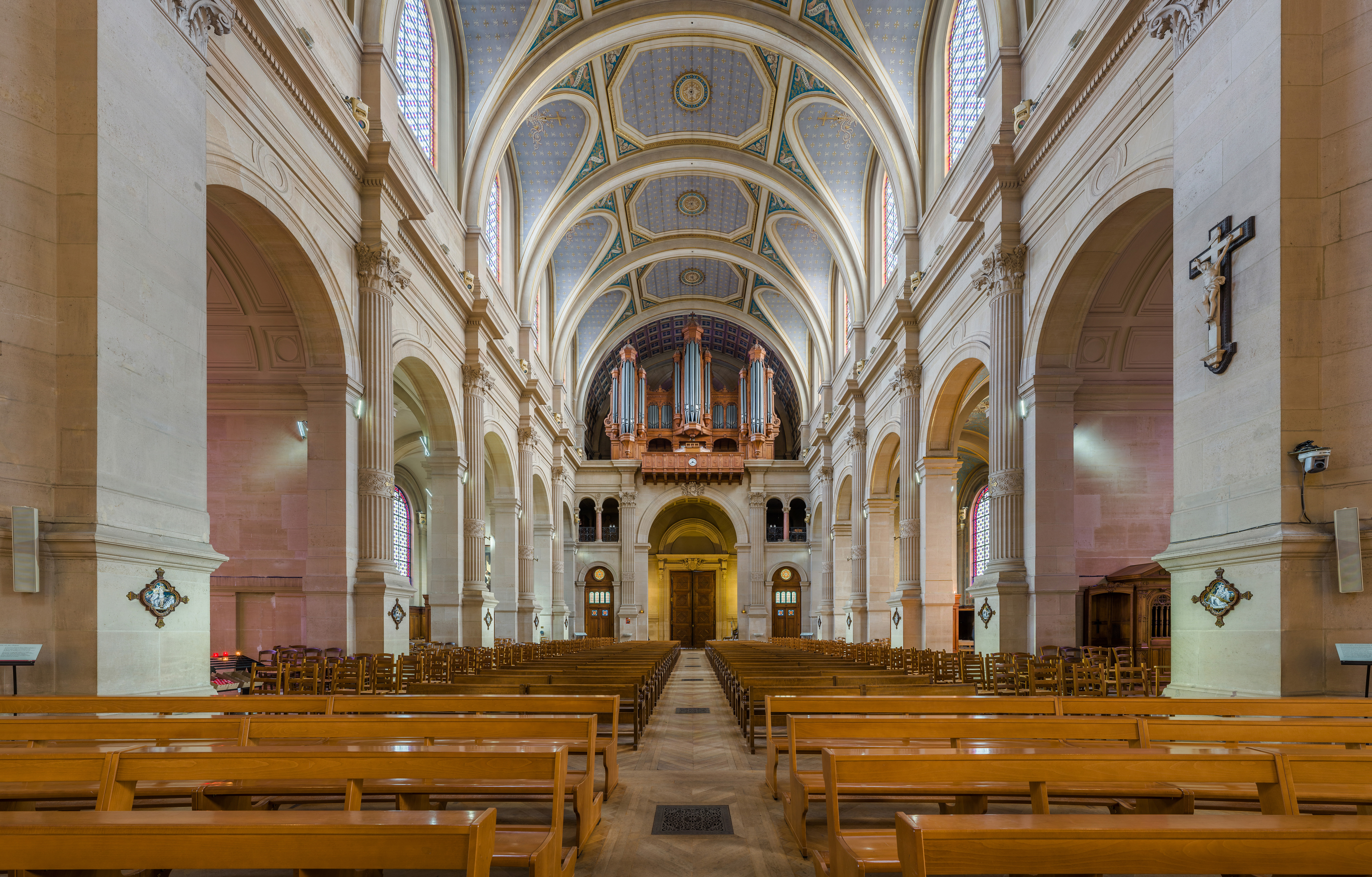
Nava (vedere spre spate)
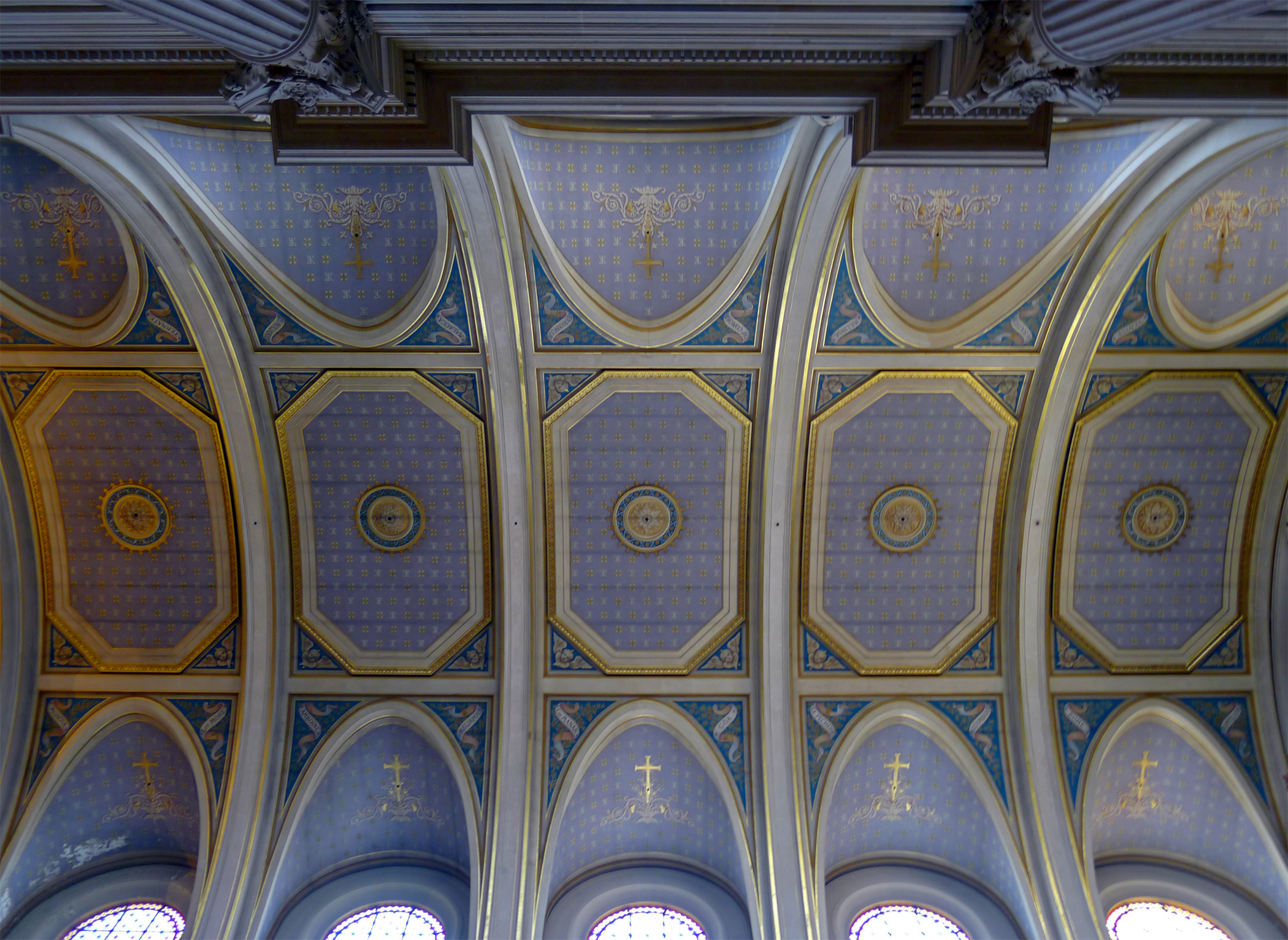
Bolta
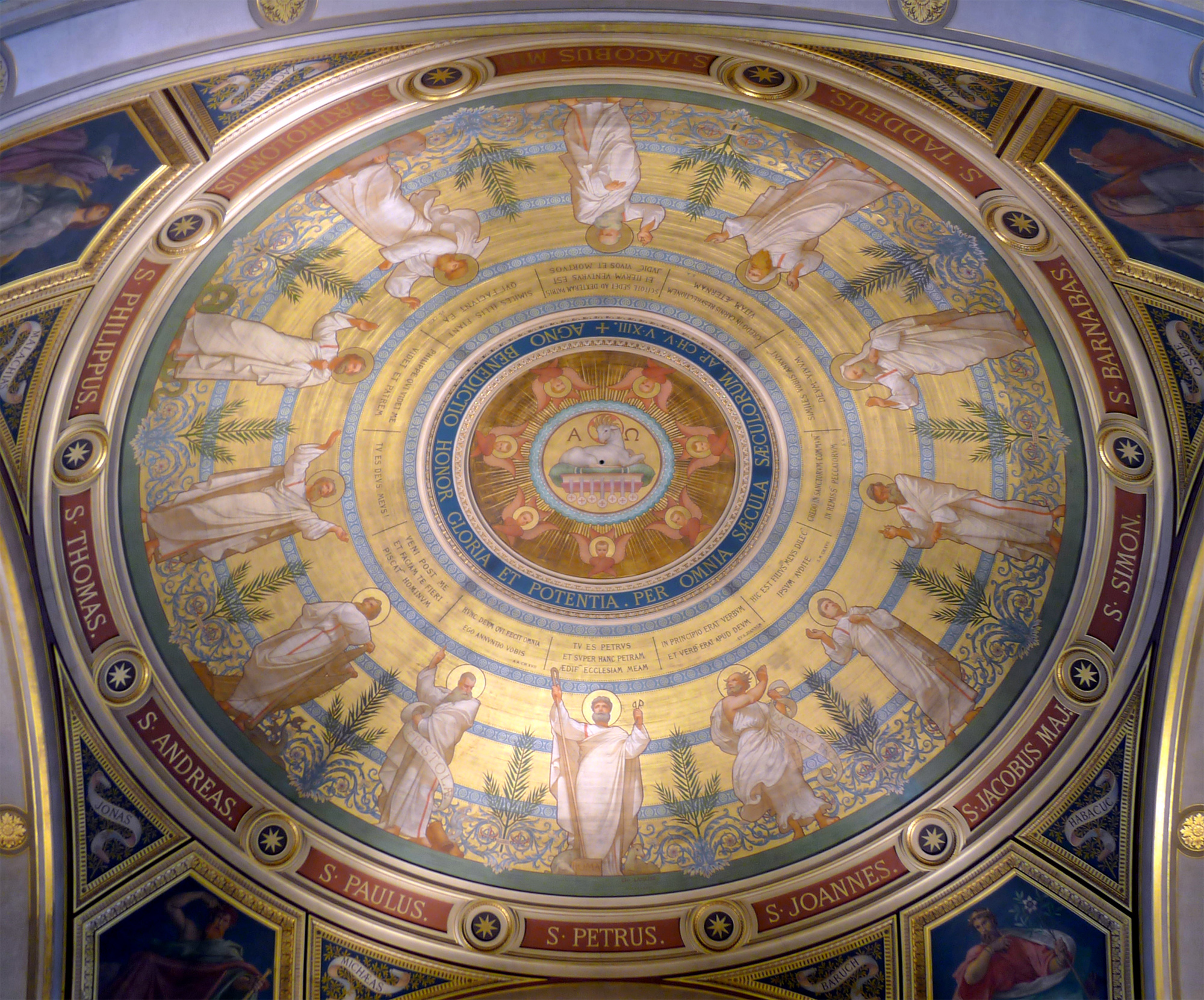
Cupola
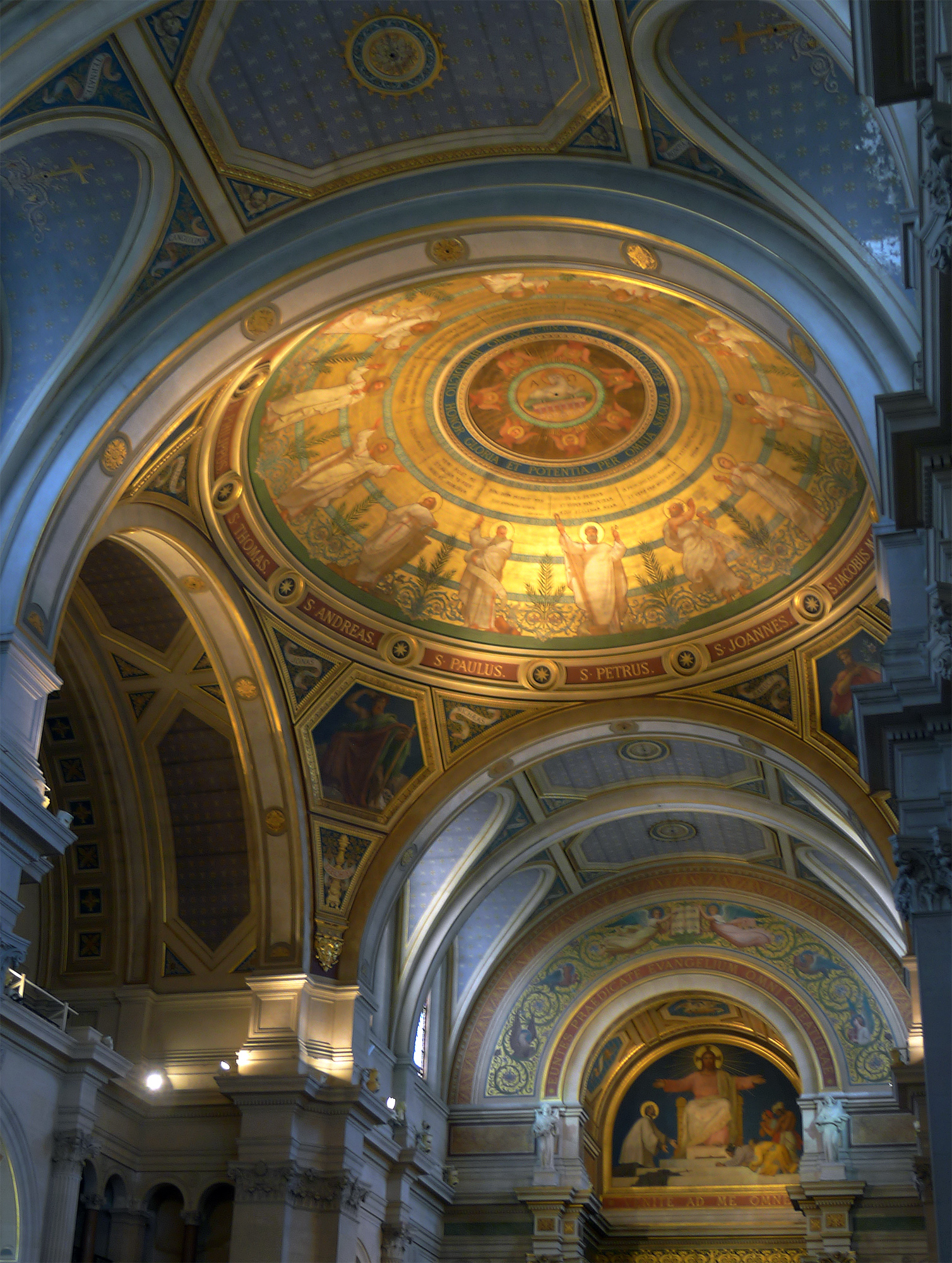
Cupola şi corul
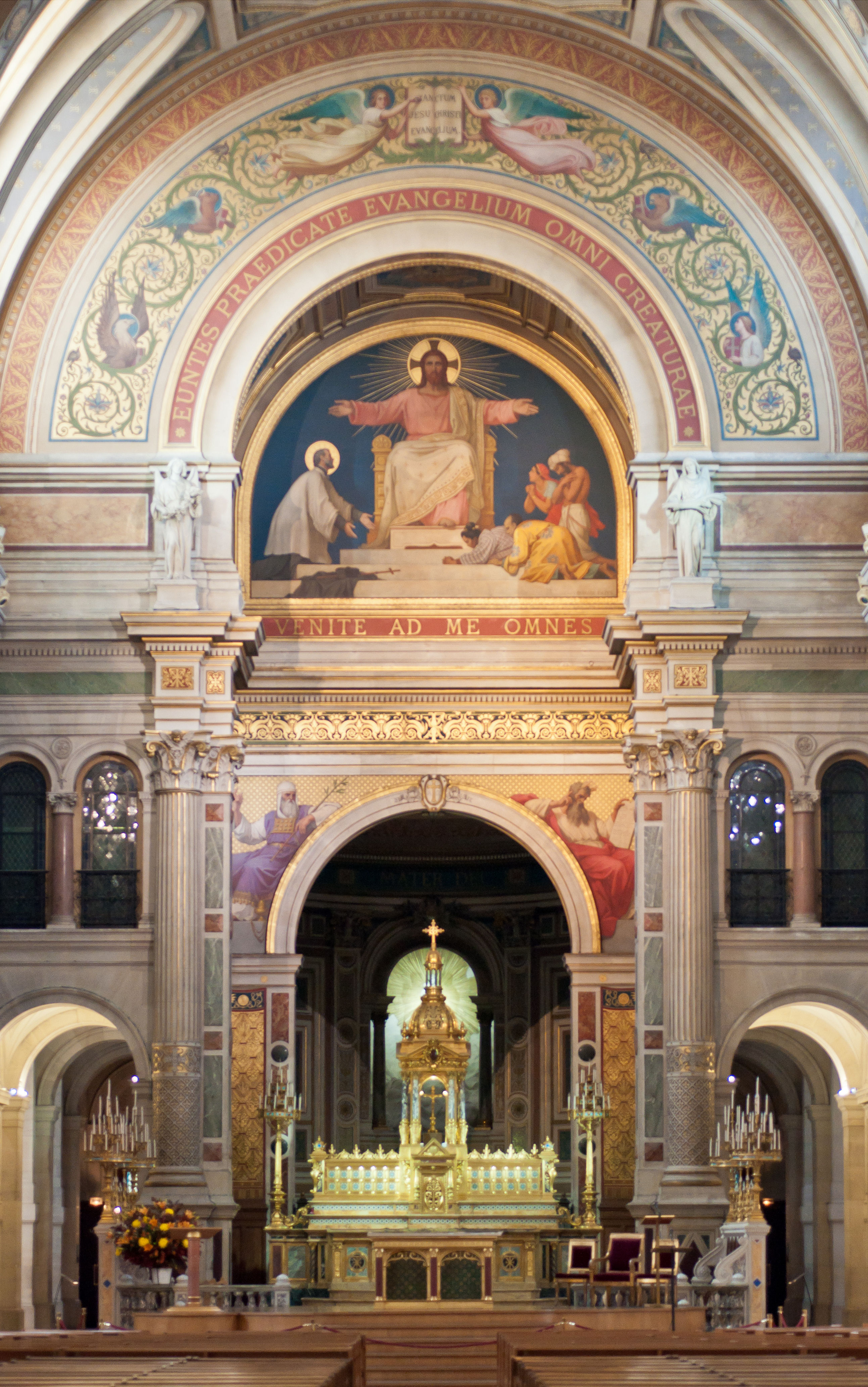
Corul

#### Exteriorul

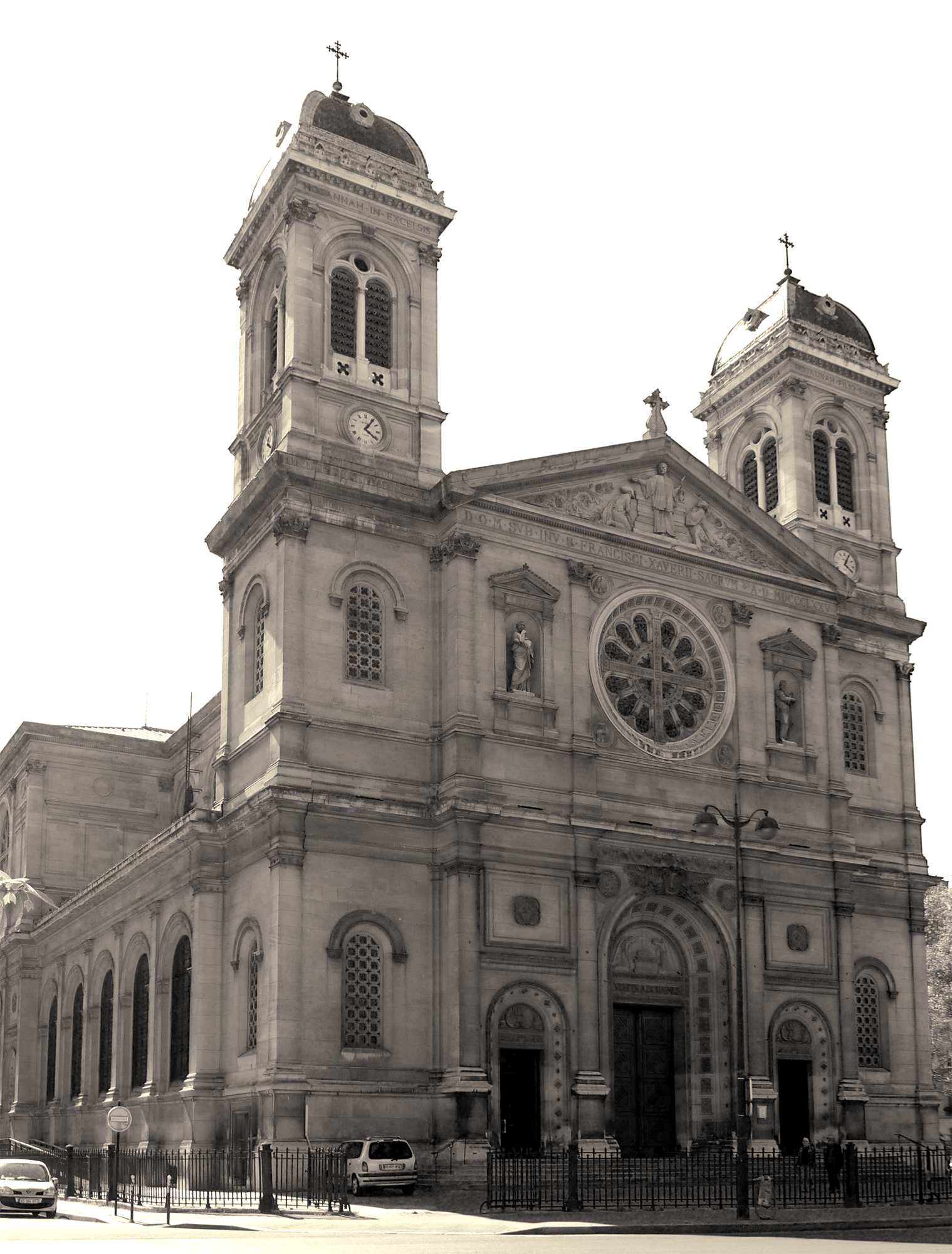
Faţada
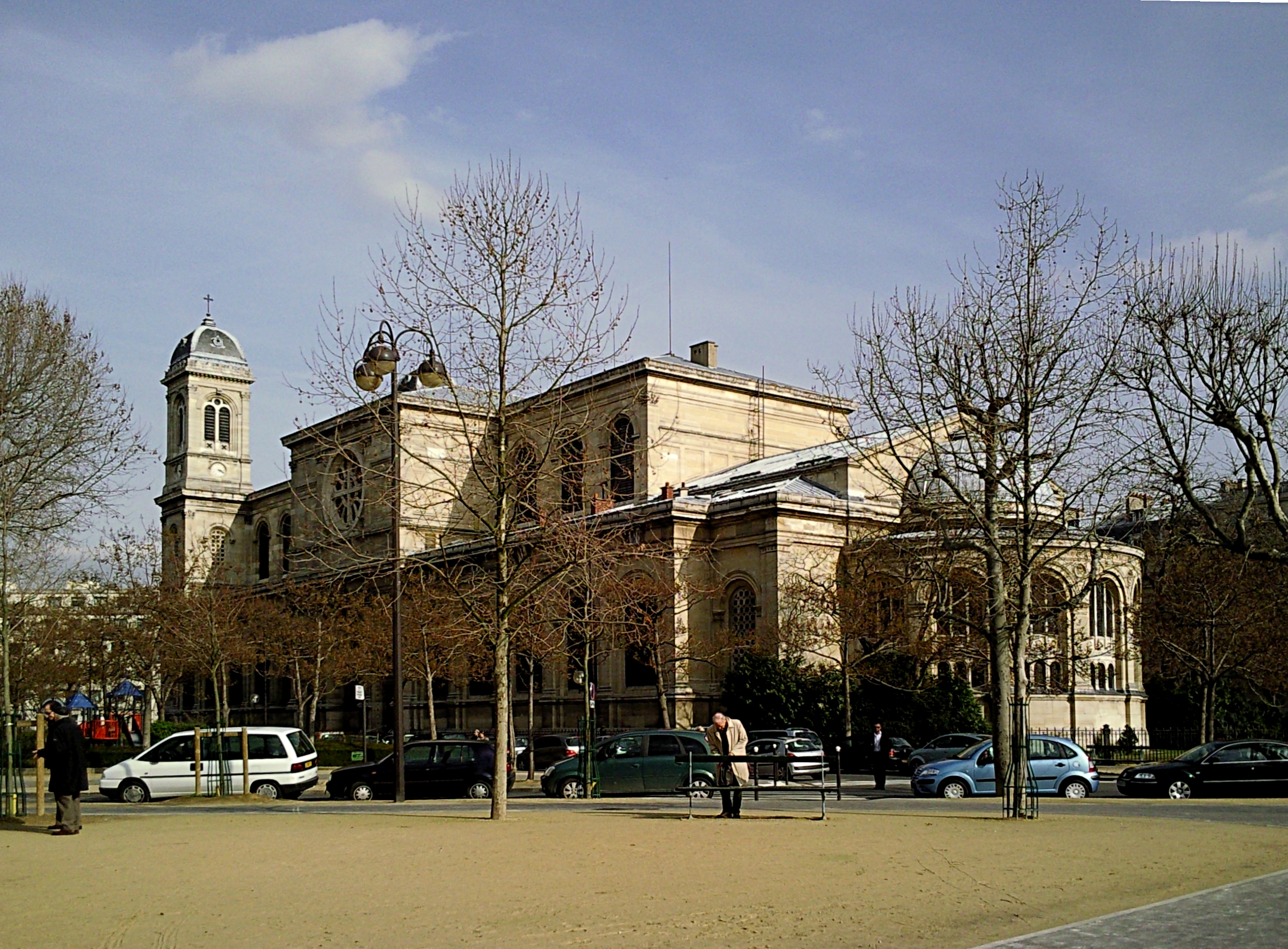
Vedere a părţii exterioare a absidei

## Parohia
Biserica este locul de cult al parohiei „Saint-François-Xavier-des-Missions-Étrangères” din 1842. Înainte de construirea bisericii, locul său de cult era actuala capelă a Misiunilor Străine din Paris, situată la 128, rue du Bac.

### Lista parohilor
Treisprezece parohi s-au succedat până în 2016 :
- 1848-1889 : Jean-Louis Lazare Roquette

- 1889-1897 : Charles-Clément Rivie

- 1897-1916 : Charles Gréa

- 1917-1929 : Charles Piérret

- 1930-1958 : Monseniorul Georges Chevrot

- 1958-1958 : Monseniorul Henri Mazerat

- 1958-1973 : Jacques Degrelle

- 1973-1985 : Monseniorul Adolphe-Marie Hardy

- 1985-1989 : Monseniorul Jean Passicos

- 1989-1998 : Monseniorul Pierre Gervaise

- 1998-2003 : Monseniorul François Fleischmann

- 2003-2008[Note 3] : Alain Castet

- 2008-2016[Note 4]: Monseniorul Patrick Chauvet

- începând din 1 septembrie 2016: Monseniorul Bruno Lefèvre-Pontalis.[10]